# Beresje
Beresje (Russisch: Березье, Berjezje) is een plaats in de Estlandse gemeente Setomaa, provincie Võrumaa. De plaats heeft de status van dorp (Estisch: küla) en telt 30 inwoners (2021).
Beresje behoorde tot oktober 2017 tot de gemeente Mikitamäe. In die maand ging Mikitamäe op in de gemeente Setomaa. Daarmee verhuisde ze van de provincie Põlvamaa naar de provincie Võrumaa.
Beresje ligt aan het Lämmimeer. Ten noorden van de plaats mondt de rivier Võhandu, die hier de grens vormt tussen de provincies Põlvamaa en Võrumaa, uit in het Lämmimeer. Ten zuidwesten van Beresje ligt het meer Beresje Umbjärv met een oppervlakte van 17,5 ha.

## Geschiedenis
Beresje werd voor het eerst genoemd in 1585 onder zijn Russische naam Березье. De Esten noemden de plaats ook wel Berese of Perese. De plaats werd bewoond door Russischtalige vissers, de meesten van hen Oudgelovigen. In Beresje is een oudgelovig kerkhof.

## Foto's

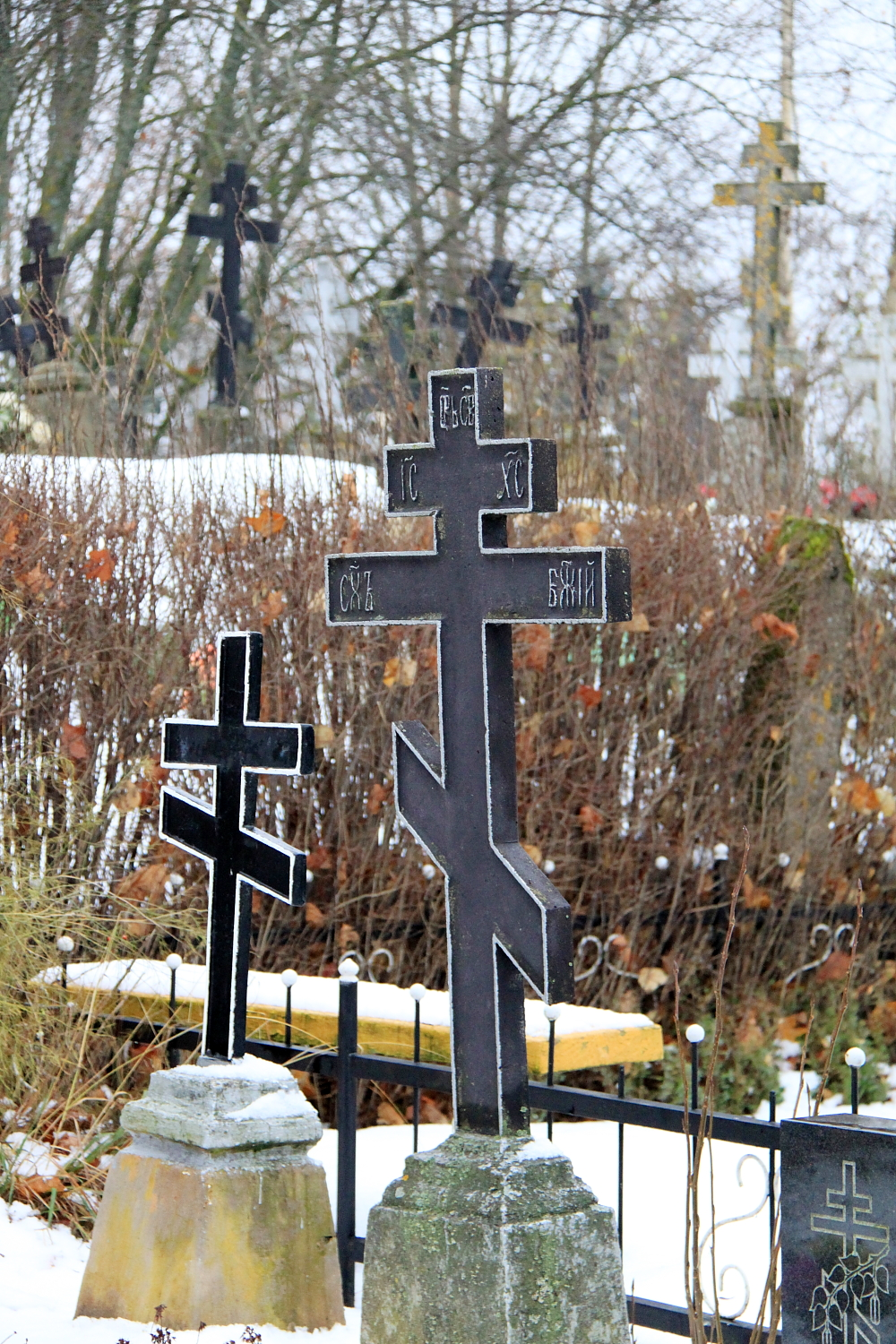
Het kerkhof van de oudgelovigen
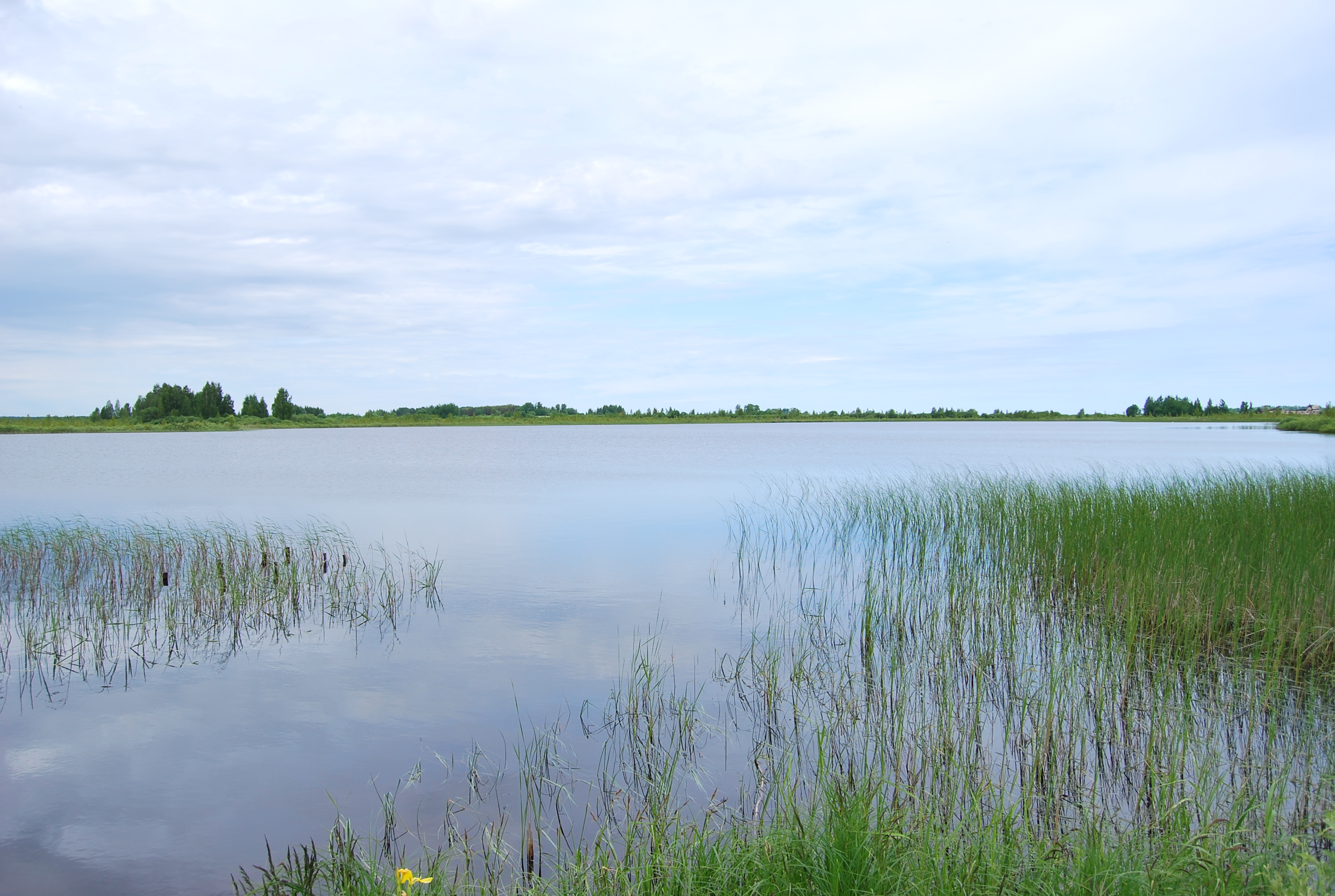
Het Beresje Umbjärv